# Quinto Servilio Cepione (console 140 a.C.)
Quinto Servilio Cepione  (in latino Quintus Servilius Caepio; fl. II secolo a.C.) è stato un generale romano fu console nel 140 a.C. con Gaio Lelio Sapiente e padre dell'omonimo console del 106 a.C., sconfitto nella battaglia di Arausio (Orange).

## Biografia
Durante la Guerra di Lusitania, subentrato al console Quinto Fabio Massimo Serviliano, che aveva subito una sconfitta ed aveva concluso un trattato di pace con i Lusitani, Cepione rigettò il patto ed avanzò fino alla regione dei Vettoni. Il capo dei Lusitani Viriato riuscì ad evitare la battaglia e a fuggire.
Nel 139 a.C. Cepione ricevette il rinforzo dell'armata della provincia del Nord, comandata da Marco Popilio Lenate, il nuovo console. Viriato chiese una tregua, rifiutata dai Romani, che chiedevano la resa delle armi. Alla fine Viriato fu tradito da tre compagni, che lo assassinarono.